# Episodi di The Big Bang Theory (quinta stagione)
La quinta stagione della sitcom The Big Bang Theory è stata trasmessa negli Stati Uniti dal canale CBS dal 22 settembre 2011 al 10 maggio 2012, ottenendo un'audience media di 15 820 000 telespettatori, risultando così una delle serie TV più seguite della stagione televisiva statunitense.
In Italia la stagione è stata trasmessa in anteprima su Steel, canale a pagamento della piattaforma Mediaset Premium, dall'8 aprile al 19 agosto 2012; in chiaro, i primi 15 episodi sono stati trasmessi da Italia 2 dall'11 settembre al 29 dicembre 2013, mentre i restanti sono stati trasmessi su Italia 1 dal 3 al 7 febbraio 2014.
| nº | Titolo originale                 | Titolo italiano                            | Prima TV USA      | Prima TV Italia |
| -- | -------------------------------- | ------------------------------------------ | ----------------- | --------------- |
| 1  | The Skank Reflex Analysis        | L'analisi del riflesso della sgualdrina    | 22 settembre 2011 | 8 aprile 2012   |
| 2  | The Infestation Hypothesis       | L'ipotesi dell'infestazione                | 22 settembre 2011 | 15 aprile 2012  |
| 3  | The Pulled Groin Extrapolation   | L'estrapolazione dell'inguine stirato      | 29 settembre 2011 | 22 aprile 2012  |
| 4  | The Wiggly Finger Catalyst       | La catalizzazione del benessere            | 6 ottobre 2011    | 29 aprile 2012  |
| 5  | The Russian Rocket Reaction      | La reazione del razzo russo                | 13 ottobre 2011   | 6 maggio 2012   |
| 6  | The Rhinitis Revelation          | La rivelazione della rinite                | 20 ottobre 2011   | 13 maggio 2012  |
| 7  | The Good Guy Fluctuation         | L'oscillazione del bravo ragazzo           | 27 ottobre 2011   | 20 maggio 2012  |
| 8  | The Isolation Permutation        | La permutazione dell'isolamento            | 3 novembre 2011   | 27 maggio 2012  |
| 9  | The Ornithophobia Diffusion      | La diffusione dell'ornitofobia             | 10 novembre 2011  | 3 giugno 2012   |
| 10 | The Flaming Spittoon Acquisition | L'acquisizione della sputacchiera di fuoco | 17 novembre 2011  | 10 giugno 2012  |
| 11 | The Speckerman Recurrence        | La riproposizione del bullismo             | 8 dicembre 2011   | 17 giugno 2012  |
| 12 | The Shiny Trinket Maneuver       | La manovra del diadema                     | 12 gennaio 2012   | 24 giugno 2012  |
| 13 | The Recombination Hypothesis     | L'ipotesi della ricomposizione             | 19 gennaio 2012   | 1º luglio 2012  |
| 14 | The Beta Test Initiation         | La riconversione del beta test             | 26 gennaio 2012   | 8 luglio 2012   |
| 15 | The Friendship Contraction       | La contrattualizzazione dell'amicizia      | 2 febbraio 2012   | 15 luglio 2012  |
| 16 | The Vacation Solution            | L'imposizione della vacanza                | 9 febbraio 2012   | 22 luglio 2012  |
| 17 | The Rothman Disintegration       | La disintegrazione di Rothman              | 16 febbraio 2012  | 29 luglio 2012  |
| 18 | The Werewolf Transformation      | La destabilizzazione del capello           | 23 febbraio 2012  | 5 agosto 2012   |
| 19 | The Weekend Vortex               | Il vortice del weekend                     | 8 marzo 2012      | 5 agosto 2012   |
| 20 | The Transporter Malfunction      | Il malfunzionamento del teletrasporto      | 29 marzo 2012     | 12 agosto 2012  |
| 21 | The Hawking Excitation           | La fibrillazione di Hawking                | 5 aprile 2012     | 12 agosto 2012  |
| 22 | The Stag Convergence             | L'impermanenza del celibato                | 26 aprile 2012    | 19 agosto 2012  |
| 23 | The Launch Acceleration          | L'accelerazione del lancio                 | 3 maggio 2012     | 19 agosto 2012  |
| 24 | The Countdown Reflection         | Il riflesso del conto alla rovescia        | 10 maggio 2012    | 19 agosto 2012  |

## L'analisi del riflesso della sgualdrina
- Titolo originale: The Skank Reflex Analysis
- Diretto da: Mark Cendrowski
- Scritto da: Eric Kaplan, Maria Ferrari e Anthony Del Broccolo (soggetto); Chuck Lorre, Bill Prady e Steven Molaro (sceneggiatura)

### Trama
Leonard rivela accidentalmente a Howard che Raj scriveva lettere d'amore a Bernadette, così Raj si trova contro entrambi gli amici. Penny va a stare da Amy per evitare di incontrare i vicini; Raj si reca da Leonard, ma egli non c'è, e, rimasto solo con Penny, si ubriacano e finiscono a letto insieme. La mattina dopo Penny viene sorpresa dai suoi amici sgattaiolare dalla camera dove è stata con Raj, convinta che abbia fatto sesso con lui. Successivamente Penny evita più volte Raj per i precedenti accaduti. Raj si reca poi da Penny ed ella gli dice che vuole che restino solo amici, mentre lui le confessa che in realtà loro non hanno mai fatto sesso. Nel frattempo si svolge il torneo di paintball e i ragazzi vi partecipano sotto il comando di Sheldon. Il primo giorno è rovinato dalla scarsità di entusiasmo di Raj, Leonard e Howard. Sheldon, incolpandosi, esce dal nascondiglio e si fa colpire, così gli altri escono per vendicarlo e vincono. Penny decide di tornare in Nebraska, ma riceve una proposta per una pubblicità, perciò decide di restare.
- Guest star: Christine Baranski (Beverly Hofstadter)
- Ascolti USA: telespettatori 14 300 000[3]

## L'ipotesi dell'infestazione
- Titolo originale: The Infestation Hypothesis
- Diretto da: Mark Cendrowski
- Scritto da: Bill Prady, Steven Molaro e Maria Ferrari (soggetto); Chuck Lorre, Jim Reynolds e Steve Holland (sceneggiatura)

### Trama
Leonard cerca di mantenere la relazione a distanza con Priya e Howard gli consiglia di copulare in modo virtuale. Leonard prova questa soluzione, ma la prima volta il buffering si blocca, mentre la seconda è rovinata dal fatto che i genitori della ragazza sono seduti accanto a lei.
Sheldon si reca da Penny per non sentire le "attività" del suo coinquilino. Penny ha una nuova poltrona in soggiorno e Sheldon l'apprezza, prima di scoprire che è stata presa dalla strada. Il ragazzo cerca di convincere la vicina a sbarazzarsene, ma senza successo. Sheldon allora cerca di fare leva su Amy che però non vuole essere coinvolta nella vicenda. Mentre quest'ultima è seduta sulla poltrona un animale presente nella poltrona la morde e le due ragazze scappano spaventate. La poltrona viene quindi gettata in strada e Raj e Howard la raccolgono, con l'intento di volerla portare nell'appartamento di Leonard e Sheldon.
- Guest star: Aarti Mann (Priya Koothrappali), Brian George (Sig. Koothrappali), Alice Amter (Sig.ra Koothrappali)
- Ascolti USA: telespettatori 14 940 000[3]

## L'estrapolazione dell'inguine stirato
- Titolo originale: The Pulled Groin Extrapolation
- Diretto da: Mark Cendrowski
- Scritto da: Chuck Lorre, Eric Kaplan e Jim Reynolds (soggetto); Bill Prady, Steven Molaro e Dave Goetsch (sceneggiatura)

### Trama
Amy chiede a Leonard di accompagnarla al matrimonio di due suoi colleghi. Dopo essersi lamentati delle rispettive storie i due iniziano a ballare e, una volta arrivati a casa, Amy è convinta di avere fatto innamorare Leonard di lei. Intanto Bernadette dice a Howard di non volere andare a vivere con la madre di questo quando saranno sposati, così per convincerla la invita a vivere da lui e la madre per un weekend. La mattina seguente Bernadette gli prepara la colazione.
- Guest star: Carol Ann Susi (voce della signora Wolowitz)
- Ascolti USA: telespettatori 14 740 000[4]

## La catalizzazione del benessere
- Titolo originale: The Wiggly Finger Catalyst
- Diretto da: Mark Cendrowski
- Scritto da: Chuck Lorre, Dave Goetsch e Anthony Del Broccolo (soggetto); Bill Prady, Steven Molaro e Steve Holland (sceneggiatura)

### Trama
Raj è molto triste poiché è l'unico single del gruppo, così Penny e Bernadette decidono di presentargli Emily, una ragazza sordomuta. I due cominciano a uscire, anche grazie all'aiuto di Howard che conosce la lingua dei segni, ma ella sembra approfittarsi economicamente di lui così Penny racconta la cosa ai genitori del ragazzo, i quali minacciano quindi di tagliargli i viveri se continuerà a spendere soldi per fare regali a Emily. Raj sceglie l'amore, ma la ragazza, alla quale effettivamente interessavano solo i suoi regali, lo lascia. Nel frattempo Sheldon decide di prendere tutte le sue decisioni con un dado di Dungeons & Dragons così da avere la mente più libera.
- Guest star: Katie Leclerc (Emily), Brian George (Sig. Koothrappali), Alice Amter (Sig.ra Koothrappali)
- Ascolti USA: telespettatori 13 920 000[5]

## La reazione del razzo russo
- Titolo originale: The Russian Rocket Reaction
- Diretto da: Mark Cendrowski
- Scritto da: Bill Prady, Steven Molaro e Jim Reynolds (soggetto); Chuck Lorre, Eric Kaplan e Maria Ferrari (sceneggiatura)

### Trama
Wil Wheaton, il nemico giurato di Sheldon, invita il gruppo di amici a una festa a casa sua. Leonard decide di partecipare e, per questo motivo, Sheldon si sente tradito. In seguito Sheldon scopre che alla festa c'è anche Brent Spiner e decide di aggregarsi. Alla festa Wil regala a Sheldon una action figure di Star Trek ancora sigillata, così Sheldon decide di perdonarlo, ma Brent apre la confezione, diventando il suo nuovo nemico mortale. Nel frattempo Howard annuncia che il suo progetto è stato scelto per la stazione spaziale e che sarà lui a portarlo nello spazio per testarlo. Tutti gli amici sono molto contenti eccetto Bernadette, che si arrabbia per non essere stata consultata ed è preoccupata per la sicurezza del suo ragazzo. Durante la notte la ragazza sembra accettare la decisione di Howard ma allo stesso tempo rivela la notizia alla madre del ragazzo. Howard, infuriato, la caccia di casa. Bernadette capisce di avere sbagliato e decide di lasciarlo andare nello spazio, anche se la madre del ragazzo è ancora contraria.
- Guest star: Brent Spiner (sé stesso), Wil Wheaton (sé stesso), Carol Ann Susi (voce della signora Wolowitz)
- Ascolti USA: telespettatori 13 258 000[6]

## La rivelazione della rinite
- Titolo originale: The Rhinitis Revelation
- Diretto da: Howard Murray
- Scritto da: Chuck Lorre, Eric Kaplan e Steve Holland (soggetto); Bill Prady, Steven Molaro e Jim Reynolds (sceneggiatura)

### Trama
La madre di Sheldon arriva in città e si rifiuta di cucinargli il pollo fritto e di seguirlo a una conferenza di un premio Nobel preferendo visitare Los Angeles con Leonard, Penny e gli altri. Questo fa sentire il ragazzo spaesato e, grazie a Amy, giunge alla conclusione che lui in fondo ha gli stessi sentimenti delle persone comuni. In seguito a un temporale si ammala e viene accudito dalla madre con la quale si riconcilia a modo suo.
- Guest star: Laurie Metcalf (Mary Cooper)
- Ascolti USA: telespettatori 14 690 000[7]

## L'oscillazione del bravo ragazzo
- Titolo originale: The Good Guy Fluctuation
- Diretto da: Mark Cendrowski
- Scritto da: Chuck Lorre, Dave Goetsch e Maria Ferrari (soggetto); Bill Prady, Steven Molaro e Steve Holland (sceneggiatura)

### Trama
I ragazzi fanno uno scherzo di Halloween a Sheldon che fa di tutto per vendicarsi ma con scarsi risultati. Al negozio di fumetti Leonard incontra Alice, una ragazza molto carina che sembra interessata a conoscerlo meglio. Leonard non sa come comportarsi perché, pur essendo attratto da Alice, è ancora fidanzato con Priya. Il ragazzo quindi chiede consiglio a Penny e successivamente a Sheldon. Leonard sceglie infine di dire tutto ad Alice che lo caccia dal suo appartamento e racconta a Priya di avere baciato Alice. Con altrettanta sincerità Priya rivela di essere stata a letto con il suo ex ragazzo, cosa che provocherà la rottura di rapporti con Leonard. A questo punto Sheldon, emergendo da sotto i cuscini del divano dell'appartamento, riesce finalmente a spaventare Leonard.
- Guest star: Courtney Ford (Alice), Aarti Mann (Priya Koothrappali)
- Ascolti USA: telespettatori 14 540 000[8]

## La permutazione dell'isolamento
- Titolo originale: The Isolation Permutation
- Diretto da: Mark Cendrowski
- Scritto da: Chuck Lorre, Eric Kaplan e Tara Hernandez (soggetto); Bill Prady, Steven Molaro e Steve Holland (sceneggiatura)

### Trama
Penny e Bernadette vanno in cerca dell'abito da sposa di quest'ultima senza Amy; l'accaduto la fa disperare, al punto da indurla a cercare conforto in una notte di sesso con Sheldon che però la rifiuta arrivando a un compromesso: abbracciarsi sul divano tutta la notte. Le ragazze, informate su quanto fatto subire all'amica, vanno a chiederle scusa. Amy in un primo tempo le respinge preferendo ubriacarsi in un parcheggio, ma poi con una seconda visita faranno pace, grazie soprattutto a Bernadette che offrirà a Amy la carica di damigella d'onore. Amy girerà poi alcuni video durante lo shopping.
- Ascolti USA: telespettatori 15 980 000[9]

## La diffusione dell'ornitofobia
- Titolo originale: The Ornithophobia Diffusion
- Diretto da: Mark Cendrowski
- Scritto da: Chuck Lorre, Dave Goetsch e Anthony Del Broccolo (soggetto); Bill Prady, Steven Molaro e Eric Kaplan (sceneggiatura)

### Trama
Sheldon si sente minacciato dalla presenza di una ghiandaia azzurra sul davanzale della finestra, date le sue passate esperienze con gli uccelli. Tentando di scacciarlo lo fa invece entrare accidentalmente in casa. Spaventato chiama Bernadette e Amy perché lo aiutino a liberarsene ma, grazie al loro aiuto, Sheldon finirà per farci amicizia. Intanto Leonard e Penny escono insieme come amici ma finiscono per passare una serata spiacevole poiché la maggior parte delle volte, quando i due erano fidanzati, Leonard mentiva sulle cose che gli piaceva fare solo per portarsela a letto. I due si chiariranno a fine serata riavvicinandosi e accettando la verità. Sheldon, che nel frattempo si era affezionato all'uccello, apre una finestra e per sbaglio lo fa scappare. Sul davanzale però trova il suo nido e cova l'uovo che ha lasciato con una lampada.
- Guest star: Blake Berris (Kevin), Ashley Austin Morris (Laura)
- Ascolti USA: telespettatori 15 890 000[10]

## L'acquisizione della sputacchiera di fuoco
- Titolo originale: The Flaming Spittoon Acquisition
- Diretto da: Mark Cendrowski
- Scritto da: Chuck Lorre, Steven Molaro e Dave Goetsch (soggetto); Bill Prady, Jim Reynolds e Steve Holland (sceneggiatura)

### Trama
Stuart vede Amy al negozio di fumetti, trovandola interessante. Chiede così a Leonard di parlare con Sheldon, per sapere se per quest'ultimo fosse un problema se Stuart le chiedesse di uscire. Sheldon acconsente, in quanto ritiene Amy troppo intelligente per un proprietario di un negozio di fumetti. Amy però accetta e Sheldon si scopre geloso. Mentre Stuart e Amy sono al cinema Sheldon interviene sedendosi vicino a Amy e le propone di diventare la sua fidanzata, senza però modificare il paradigma della loro relazione che non prevede contatto fisico. Amy accetta e Sheldon stila un contratto tra fidanzati come quello tra coinquilini.
- Guest star: Josh Brener (Dale)
- Ascolti USA: telespettatori 15 050 000[11]

## La riproposizione del bullismo
- Titolo originale: The Speckerman Recurrence
- Diretto da: Anthony Rich
- Scritto da: Chuck Lorre, Bill Prady e Steve Holland (soggetto); Steven Molaro, Eric Kaplan e Anthony Del Broccolo (sceneggiatura)

### Trama
Leonard riceve un messaggio su Facebook da parte di Jimmy Speckerman, un vecchio compagno di scuola superiore che lo ha tormentato con atti di bullismo, per dirgli che è in città e per proporgli di incontrarsi per andare a bere qualcosa assieme. Intanto Amy e Bernardette, sentendo vecchi racconti scolastici di Penny, le fanno capire velatamente che anch'essa non ha avuto comportamenti esemplari. Sheldon, Howard e Raj accompagnano Leonard all'incontro con Speckerman e alla fine Sheldon, prendendo le difese di Leonard, conclude l'incontro rinfacciandogli tutti i suoi vecchi comportamenti da bullo e consegnandogli una lista delle sue malefatte. Amy e Bernardette suggeriscono a Penny di alleviare i suoi sensi di colpa con un po' di altruismo e lei decide di donare i suoi vecchi vestiti. Speckerman, ubriaco, si presenta all'appartamento di Sheldon e Leonard chiedendo scusa per i suoi vecchi comportamenti durante le scuole. Leonard accetta le scuse e gli fa passare la notte sul divano per non farlo guidare in quello stato. Al mattino seguente, passata la sbronza, Speckerman si rivela nuovamente come ai tempi della scuola. Leonard allora tenta invano di opporsi strattonandolo ma la puntata si conclude con Sheldon e Leonard che scappano dal loro appartamento scendendo frettolosamente le scale.
- Guest star: Lance Barber (Jimmy Speckerman)
- Ascolti USA: telespettatori 14 020 000[12]
- Nota. Lance Barber, l'attore che recita il ruolo di Jimmy Speckerman, interpreterà il padre di Sheldon, George Cooper, nella serie Young Sheldon, prequel di The Big Bang Theory.

## La manovra del diadema
- Titolo originale: The Shiny Trinket Maneuver
- Diretto da: Mark Cendrowski
- Scritto da: Chuck Lorre, Steve Holland e Tara Hernandez (soggetto); Bill Prady, Steven Molaro e Jim Reynolds (sceneggiatura)

### Trama
Amy informa Sheldon riguardo a un suo studio che verrà pubblicato sulla rivista Neuron ma lui quasi la ignora, con grande disappunto di lei. Leonard consiglia quindi a Sheldon di regalare alla sua ragazza un gioiello. Penny lo accompagna e organizza anche un incontro tra i due. Inizialmente Amy è contrariata: crede che Sheldon sia superficiale se pensa di risolvere le controversie con un regalo, ma alla fine cambia subito idea appena vede che il regalo consiste in un bellissimo diadema. Intanto Howard tiene uno spettacolo di magia a una festa di bambini, durante la quale scopre l'odio che Bernadette prova nei loro confronti. La madre di Howard è chiaramente arrabbiata per la questione e i due futuri sposi, discutendone, arrivano alla conclusione che a lavorare sarà Bernadette, mentre Howard baderà ai figli.
- Guest star: Jonathan Schmock (Jonathan), Jadon Sand (Aaron), Dusan Brown (Jeremy), Carol Ann Susi (voce della signora Wolowitz)
- Ascolti USA: telespettatori 16 130 000[13]

## L'ipotesi della ricomposizione
- Titolo originale: The Recombination Hypothesis
- Diretto da: Mark Cendrowski
- Scritto da: Chuck Lorre (soggetto); Bill Prady e Steven Molaro (sceneggiatura)

### Trama
Leonard, tornando a casa con Sheldon, guarda Penny nel suo appartamento e gli ritorna alla mente l'amore provato per lei, così le chiede di uscire e alla fine dell'imbarazzante serata i due finiranno comunque per andare a letto insieme. Decidono di vedersi di nascosto per non fare sapere niente agli amici. Dopo pochi giorni però Leonard si rende conto che non ci sono possibili risvolti positivi per loro due e tutto ciò si scopre essere solo un'immaginazione. A ogni modo Leonard le chiede lo stesso di uscire e Penny gli chiede se ci avesse pensato bene prima e lui risponde di sì: a quel punto la stessa Penny si immagina una scena nella quale loro due si sposano a causa del fatto che lei sia rimasta incinta. Penny accetta comunque di uscire con Leonard, ma dice alle amiche che prima passerà in farmacia per acquistare degli anticoncezionali.
- Guest star: Jim Turner (reverendo White)
- Ascolti USA: telespettatori 15 830 000[14]
- Nota: questo è il centesimo episodio della serie e la scena iniziale è molto simile quella in cui Leonard conobbe Penny nell'episodio pilota.

## La riconversione del beta test
- Titolo originale: The Beta Test Initiation
- Diretto da: Mark Cendrowski
- Scritto da: Chuck Lorre, Steven Molaro ed Eric Kaplan (soggetto); Bill Prady, Dave Goetsch e Maria Ferrari (sceneggiatura)

### Trama
Leonard propone a Penny di vivere la loro relazione come un alpha test dove ognuno può riportare all'altro i difetti che vede nella coppia. Contemporaneamente Sheldon e Amy registrano una serie di video culturali dal titolo Divertiamoci con le bandiere dedicati alla vessillologia. Raj, invece, intraprende una relazione virtuale con Siri, l'assistente parlante del suo telefonino. Alla fine della puntata Raj sogna di incontrare Siri, impersonata da una bellissima donna che gli propone di fare l'amore, ma Raj non riesce a parlare poiché anche nel sogno è affetto da mutismo selettivo.
- Guest star: John Ross Bowie (Barry Kripke), Becky O'Donohue (Siri), Kevin Brief (guardia di sicurezza)
- Ascolti USA: telespettatori 16 130 000[15]

## La contrattualizzazione dell'amicizia
- Titolo originale: The Friendship Contraction
- Diretto da: Mark Cendrowski
- Scritto da: Chuck Lorre, Eric Kaplan e Jim Reynolds (soggetto); Bill Prady, Steven Molaro e Steve Holland (sceneggiatura)

### Trama
Leonard si lamenta dell'esercitazione trimestrale d'emergenza e delle bizzarrie del suo coinquilino. Sheldon rivela che esiste una clausola del contratto tra coinquilini che svincolerebbe Leonard da tutto questo e limiterebbe il rapporto tra i due alla divisione dell'affitto, delle bollette e a un cenno di saluto. Leonard coglie al volo l'occasione ma ben presto si accorge che Sheldon non è in grado di provvedere a se stesso. Penny prova pena per Sheldon e invita Leonard a tornare sui propri passi. Con uno stratagemma Sheldon riesce comunque a ripristinare la situazione iniziale senza dovere cambiare le sue abitudini. Intanto Howard deve partecipare alle esercitazioni della NASA per la missione spaziale: tutti lì hanno dei soprannomi e Raj gli consiglia di farsi chiamare "Rocket Man", ma sentendolo parlare con la madre gli altri astronauti lo soprannominano "Froot Loops" (un tipo di cereali). Nel doppiaggio italiano i Froot Loops vengono sostituiti dai cereali Cheerios.
- Guest star: Michael Massimino (sé stesso), Carol Ann Susi (voce della signora Wolowitz)
- Ascolti USA: telespettatori 16 540 000[16]

## L'imposizione della vacanza
- Titolo originale: The Vacation Solution
- Diretto da: Mark Cendrowski
- Scritto da: Chuck Lorre, Anthony Del Broccolo e Tara Hernandez (soggetto); Bill Prady, Steven Molaro e Maria Ferrari (sceneggiatura)

### Trama
Sheldon non vuole accettare le ferie che però risultano essere obbligatorie, così, come il fisico Richard Feynman, decide di aiutare Amy al laboratorio di biologia dimostrandosi un vero disastro. Intanto il padre di Bernadette, conscio del fatto che la figlia guadagna molto più del futuro marito, vorrebbe che i due stipulassero un contratto prematrimoniale che però Howard non vuole firmare. Bernadette e Howard decidono di parlare con il padre di lei ma Howard, dopo avere appreso che è un tipo violento, decide di prendere tempo ed evitare il discorso.
- Guest star: Joshua Malina (Rettore Siebert), Nick Clifford (Phil)
- Ascolti USA: telespettatori 16 210 000[17]

## La disintegrazione di Rothman
- Titolo originale: The Rothman Disintegration
- Diretto da: Mark Cendrowski
- Scritto da: Chuck Lorre, Bill Prady, Steve Holland (soggetto); Steven Molaro, Eric Kaplan e Jim Reynolds (sceneggiatura)

### Trama
Dopo le dimissioni del professor Rothman, Sheldon e Kripke competono per chi debba avere il suo ufficio. Dopo avere scartato l'ipotesi di Sasso-carta-forbice-lizard-Spock, e di qualsiasi altra prova di intelligenza poiché sarebbe ingiusta nei confronti dell'uno o dell'altro sfidante, decidono di optare per una disciplina nella quale siano ugualmente scarsi: lo sport. La sfida consiste nel fare cinque canestri secondo le regole della pallacanestro. Poiché dopo numerosi tentativi, tutti falliti, nessuno dei due contendenti riesce a fare nemmeno un solo tiro libero, Leonard decreta che risulterà vincitore colui che farà rimbalzare la palla più in alto. È infine dunque Sheldon ad aggiudicarsi l'ufficio, che risulterà però avere numerosi difetti, fra i quali un buco nel muro in cui alla fine, mosso dalla curiosità, Sheldon infila la testa rimanendovi incastrato. Intanto Amy regala a Penny un gigantesco quadro nel quale sono ritratte le due amiche insieme. Inizialmente Penny, trovandolo orribile, decide di metterlo al muro solo quando l'amica le fa visita, quando poi Amy la scopre, decide di seguire la sua prima idea e dice che Bernadette è invidiosa poiché non è ritratta anche lei con loro, sperando in questo modo che l'amica non la costringa a tenerlo. Ma Amy, mostrando poco interesse nei confronti dei sentimenti di Bernardette, fa sì che il quadro torni al suo posto sulla parete in casa di Penny e mentre lo guarda con soddisfazione rivela all'amica che inizialmente i due soggetti erano stati ritratti nudi e che i vestiti, aggiunti dopo, possono essere cancellati con un colpo di spugna.
- Guest star: John Ross Bowie (Barry Kripke), Joshua Malina (Rettore Siebert), Lynn Phillip Seibel (Professor Rothman)
- Ascolti USA: telespettatori 15 650 000[18]

## La destabilizzazione del capello
- Titolo originale: The Werewolf Transformation
- Diretto da: Mark Cendrowski
- Scritto da: Chuck Lorre, Todd Craig e Gary Torvinen (soggetto); Bill Prady, Steven Molaro, Jim Reynolds e Maria Ferrari (sceneggiatura)

### Trama
Sheldon, accompagnato da Leonard, si appresta al suo regolare taglio di capelli ma, arrivato sul luogo, scopre che il suo barbiere è in ospedale, così rifiuta di tagliarsi capelli. Ciò porta a uno sconvolgimento totale nel suo pensiero, il quale, dopo sei giorni da quando avrebbe dovuto tagliarseli, decide di abolire i suoi schemi giornalieri, arrivando addirittura a suonare alle tre di notte dei bonghi (come il fisico Richard Feynman) e dormire sul divano da Amy, che lo convincerà a farsi tagliare i capelli da Penny; infatti da piccola era lei a tagliare i capelli al fratello. La decisione di Sheldon si dimostra infine dannosa perché, mentre Penny gli sta ripulendo il collo con il rasoio elettrico, il ragazzo, ridendo, si muove bruscamente facendo sbagliare la ragazza. Quest'ultima naturalmente dice a Sheldon di avere terminato senza menzionare il gravissimo incidente. Intanto Howard, ricevuta la lettera riguardo alle direttive per l'addestramento aerospaziale, è andato al Johnson Space Center della NASA a Houston, in Texas. Il ragazzo riassume ogni sera a Bernadette le dure prove alle quali è sottoposto tramite videochat. La ragazza alla fine decide di fargli una sorpresa e andarlo a trovare per sostenerlo nella dura impresa, ma la sorpresa l'avrà lei: a Houston con Howard c'è anche la madre di lui che sembra avere avuto la stessa idea.
- Guest star: Vernee Watson (Althea), Peter Onorati (Angelo), Carol Ann Susi (voce della signora Wolowitz)
- Ascolti USA: telespettatori 16 200 000[19]

## Il vortice del weekend
- Titolo originale: The Weekend Vortex
- Diretto da: Mark Cendrowski
- Scritto da: Chuck Lorre, Bill Prady e Tara Hernandez (soggetto); Steven Molaro, Eric Kaplan e Steve Holland (sceneggiatura)

### Trama
Leonard, Howard e Raj decidono di fare una maratona di 48 ore del nuovo gioco online di Star Wars a partire dal sabato mattina. Lo propongono a Sheldon che però è obbligato a partecipare al 93º compleanno della zia di Amy. Alla fine Sheldon rimane a giocare con gli amici, ma Howard, per evitare un litigio, invita anche Bernadette. Dopo che Amy ritorna dal compleanno molto depressa va subito da Penny per consolarsi. La ragazza le consiglia di fare una scenata a Sheldon per convincerlo che ha sbagliato a non accompagnarla. Sheldon, convinto, le regala dei Coupon Cooper che Amy vorrebbe subito usare, ma a questo punto è Raj che fa una vera e propria scenata: il ragazzo è stanco di essere l'unico del gruppo a non avere una ragazza e, ancora peggio dal fatto che anche se ne avesse una, Sheldon l'avrebbe sempre trovata prima di lui. Così, compresa la situazione, Penny e Amy ritornano nella casa di fronte, mentre Bernadette torna a casa sua. Il mattino dopo i quattro vengono svegliati dalle urla della signora Wolowitz che, non trovando il figlio da due giorni, è furiosa più che mai.
- Guest star: Carol Ann Susi (voce della signora Wolowitz)
- Ascolti USA: telespettatori 15 040 000[20]

## Il malfunzionamento del teletrasporto
- Titolo originale: The Transporter Malfunction
- Diretto da: Mark Cendrowski
- Scritto da: Chuck Lorre, Bill Prady e Maria Ferrari (soggetto); Steven Molaro, Jim Reynolds e Steve Holland (sceneggiatura)

### Trama
Raj, triste per non avere una donna con cui presentarsi all'imminente matrimonio di Howard e Bernadette, chiede aiuto ai suoi genitori per trovargli una moglie. Il ragazzo inizia così a uscire con Lakshmi, ma presto scopre che lei è lesbica e vorrebbe sposarlo come copertura di fronte alla sua famiglia, solo perché lo crede a sua volta gay. Nel frattempo Penny, per sdebitarsi di tutte le cene scroccate negli anni da Leonard e Sheldon, decide di prendere a entrambi lo stesso regalo: un vecchio giocattolo di Star Trek in confezione originale. I due non vogliono aprire il dono per non fargli perdere il suo valore, ma Sheldon immagina che una action figure di Spock gli parli consigliandogli di giocarci; finisce così per romperlo, sicché decide di sostituire il suo regalo con quello di Leonard, gesto che gli provoca però sensi di colpa.
- Guest star: Leonard Nimoy (voce di Spock), Chriselle Almeida (Lakshmi), Brian George (Sig. Koothrappali), Alice Amter (Sig.ra Koothrappali)
- Ascolti USA: telespettatori 13 960 000[21]

## La fibrillazione di Hawking
- Titolo originale: The Hawking Excitation
- Diretto da: Mark Cendrowski
- Scritto da: Bill Prady, Steven Molaro e Steve Holland (soggetto); Chuck Lorre, Eric Kaplan e Maria Ferrari (sceneggiatura)

### Trama
Stephen Hawking si trova a Pasadena per tenere alcune lezioni all'università e Howard è stato scelto come ingegnere assistente della sua sedia a rotelle. Il dubbio se rivelare ciò a Sheldon (grande fan ed estimatore di Hawking) viene subito risolto quando questi, sedendosi in mensa, si rivolge a Howard in modo poco cortese; così quest'ultimo, per vendetta, gli rivela solo che assisterà Stephen Hawking, negando all'amico la possibilità di incontrarlo. Alla fine i due giungeranno a un accordo che darà a Sheldon l'opportunità di fare avere un suo scritto a Hawking solo se farà tutto ciò che Howard gli chiederà in un determinato periodo di tempo. Dopo svariate umiliazioni inutili (Howard aveva già fatto pervenire lo scritto il primo giorno), Sheldon riesce a incontrare Stephen Hawking, che gli fa notare un banale errore di calcolo nei suoi studi, il che porta Cooper a svenire cadendo a terra di fronte al suo idolo.
- Guest star: Stephen Hawking (sé stesso), Carol Ann Susi (voce della signora Wolowitz)
- Ascolti USA: telespettatori 13 290 000[22]

## L'impermanenza del celibato
- Titolo originale: The Stag Convergence
- Diretto da: Peter Chakos
- Scritto da: Bill Prady, Steve Holland ed Eric Kaplan (soggetto); Chuck Lorre, Steven Molaro e Jim Reynolds (sceneggiatura)

### Trama
I quattro amici sono nella mensa dell'università mentre progettano l'addio al celibato per Howard il quale, dopo l'interessante proposta di Raj, annuncia l'assenza di spogliarelliste su richiesta di Bernadette. Dopo avere optato per un viaggio nella Napa Valley, Leonard si sente sconfortato nell'apprendere che Penny non solo non è gelosa di lui, ma non lo crede un tipo intraprendente. La sera dell'addio al celibato i ragazzi vanno a festeggiare in un locale molto chic in compagnia di Stuart, Wil Wheaton, Barry Kripke e altri: qui, una volta ubriachi, a turno raccontano, in particolare Raj, degli episodi "piccanti" della vita di Howard, e il tutto viene ripreso e messo sul web da Will Wheaton. Bernadette viene a scoprire situazioni sulle quali non era stata informata e, in collera con Howard, mette in dubbio il matrimonio stesso. Dopo una toccante dichiarazione di Howard i due tornano insieme, con profonda felicità da parte di Amy, felice di potere essere ancora damigella di Bernadette. Intanto Leonard cerca di fare cambiare idea riguardo alla sua scarsa trasgressività.
- Guest star: Wil Wheaton (sé stesso), John Ross Bowie (Barry Kripke)
- Ascolti USA: telespettatori 12 650 000[23]

## L'accelerazione del lancio
- Titolo originale: The Launch Acceleration
- Diretto da: Mark Cendrowski
- Scritto da: Chuck Lorre, Steven Molaro e Jim Reynolds (soggetto); Bill Prady, Steve Holland e Maria Ferrari (sceneggiatura)

### Trama
La NASA avverte Howard che la missione è stata cancellata: alla notizia sembra molto deluso, ma quando chiude la chiamata festeggia in quanto in realtà era terrorizzato dall'idea di andare nello spazio. Mentre studia con la futura moglie gli ultimi preparativi per il matrimonio la NASA lo avverte che ha deciso di imbarcare Howard e il telescopio sulla missione che parte entro pochi giorni. Howard tenta in tutti i modi di sganciarsi accampando come scusa i preparativi ormai fatti per il matrimonio (in modo da non dovere rivelare la sua paura), ma Bernadette gli dice di non volere iniziare la loro vita da sposati imponendogli questa rinuncia. Howard, ormai a corto di idee, dice di volere andare lui a comunicare il fatto al padre di Bernadette, in modo da potere usare la quasi certa furia di lui come scusa per non partire che però invece che infuriarsi, gli dice che all'inizio non aveva una grande opinione di lui, ma che poi è cambiata quando ha saputo della missione; impone quindi a Howard di compiere il proprio dovere. Nel frattempo Leonard chiede a Penny di sposarlo mentre sono a letto, mandando la ragazza su tutte le furie. Contemporaneamente Sheldon è a cena da Amy che gli rivela che vuole tentare un esperimento che porterà Sheldon a intensificare i suoi sentimenti verso di lei e ci riesce usando tutte cose che rimandano alla sua infanzia e a momenti felici.
- Guest star: Casey Sander (Mike Rostenkowski), Karl T. Wright (Jimmy)
- Ascolti USA: telespettatori 13 910 000[24]

## Il riflesso del conto alla rovescia
- Titolo originale: The Countdown Reflection
- Diretto da: Mark Cendrowski
- Scritto da: Bill Prady, Eric Kaplan e Steve Holland (soggetto); Chuck Lorre, Steven Molaro e Jim Reynolds (sceneggiatura)

### Trama
Howard è nella capsula Soyuz in attesa del lancio: semiterrorizzato ripercorre mentalmente gli ultimi giorni, e così si viene a sapere che lui e Bernadette, non volendo aspettare la fine della missione, hanno deciso di sposarsi prima della partenza con una cerimonia ridotta, rimandando a dopo il ritorno di Howard il solo ricevimento ufficiale. I tempi stringenti sono però di ostacolo, quindi i due decidono di sposarsi sul tetto dell'edificio in cui abitano Sheldon, Leonard e Penny, nel momento in cui quest'ultimo sarà sorvolato dal satellite di Google Earth. A officiare il matrimonio alla fine saranno tutti gli amici, ordinatisi officianti via Internet.
- Guest star: Michael J. Massimino (sé stesso), Casey Sander (Mike Rostenkowski), Pasha D. Lychnikoff (Dimitri), Amy Tolsky (Joan), Carol Ann Susi (voce della signora Wolowitz)
- Ascolti USA: telespettatori 13 720 000[25]